# Babušnica
Babušnica (serbo: Бабушница) è una città e una municipalità del distretto di Pirot nel sud-est della Serbia centrale, al confine con la Bulgaria.